# موزه رولد دال و مرکز قصه‌ها
موزه رولددال و مرکز قصه‌ها یک موزه در گریت میسندن باکینگهام‌شر است. روالد دال، نویسنده کتاب کودکان و داستان کوتاه، از ۳۶ سالگی در روستا زندگی می‌کرد تا زمانی که در سال ۱۹۹۰ درگذشت[1]

## بررسی اجمالی
این موزه به‌طور رسمی در ۱۰ ژوئن سال ۲۰۰۵ افتتاح و توسط چری بلر و به صورت عمومی در ۱۱ ژوئن ۲۰۰۵ باز شد. این موزه در مسافرخانه مربیگری قرار دارد و خانواده دال بودجه این موزی را داده‌اند. این موزه از موسسه خیریه ثبت شده است.